# Jussi Raittinen
Paavo Juhani "Jussi" Raittinen, född 15 september 1943 i Helsingfors, död 13 februari 2024 i Helsingfors, var en finländsk rocksångare, musiker och låtskrivare. 
Raittinen hörde, tillsammans med brodern, Eero Raittinen, till den finländska rockmusikens första stora namn och stilbildare. De skivdebuterade som duo 1960 och kom därefter att verka inom den spirande popscenen i Helsingfors, bland annat som medlemmar i den populära gitarrgruppen The Sounds. År 1964 grundade bröderna gruppen The Boys, som genom sina många uppsättningar har blivit något av den finska rockens "skolbänk". Gruppen kom att bli en pionjär inom den Beatlesinspirerade finska rockmusiken med översättningar av bland annat liverpoolgruppens världshit All my lovin (finska Kaikki rakkauteni). En stor framgång blev också amerikanen Roy Orbisons hit Oh, Pretty Woman (finska:  Kaunis nainen). År 1965 skrevs historia när de under namnet Eero ja Jussi & The Boys utgav Finlands första pop- och rockalbum Numero 1.
Mot slutet av årtiondet började bröderna Raittinens solokarriärer ta form. I början av 1970-talet började Jussi göra country & western-stilen känd i Finland både som artist och via ett radioprogram i Finlands rundradio. Countrymusiken har sedan dess haft en synlig plats i hans repertoar. The Boys, som under tiden hade både splittrats och återuppstått i ny besättning, blev under 1970-talet populär med Jussi som ledare. Gruppen verkade in på 2000-talet och återförenade vid flera tillfällen bröderna Raittinen på scenen. Jussi tilldelades Pro Finlandia-medaljen 2006.